# Gerhard Muzak
Gerhard Muzak (* 1969 in Wien) ist ein österreichischer Jurist.

## Leben
Nach der Matura 1987 am Naturwissenschaftlichen Realgymnasium Wien 21 studierte er von 1987 bis 1991 Rechtswissenschaften an der Universität Wien (Sponsion (Mag. iur.) 1992, Promotion (Dr. iur.) 1995). Nach der Erteilung 2004 der Lehrbefugnis für Verfassungsrecht und Verwaltungsrecht ist er seit 2004 außerordentlicher Universitätsprofessor am Institut für Staats- und Verwaltungsrecht.
Seine Forschungsschwerpunkte sind Verkehrsrecht, Fremden- und Asylrecht, Verwaltungsverfahren, Verwaltungsgerichtsbarkeit, Staatsorganisationsrecht und Universitätsrecht.

## Schriften (Auswahl)
- Die Aufenthaltsberechtigung im österreichischen Fremdenrecht. Wien 1995, ISBN 3-214-07934-4.
- Österreichisches, europäisches und internationales Binnenschifffahrtsrecht. Wien 2004, ISBN 3-7046-4393-9.
- mit Dieter Kolonovits und Karl Stöger: Grundriss des österreichischen Verwaltungsverfahrensrechts. einschließlich der Verfahren vor den Verwaltungsgerichten und vor dem VwGH. 11. Auflage Wien 2019, ISBN 978-3-214-18439-1.
- Das österreichische Bundes-Verfassungsrecht. B-VG, F-VG, Grundrechte, Verfassungsgerichtsbarkeit. 6. Auflage Wien 2020, ISBN 3-214-18652-3.